# Euchrepomis
Az Euchrepomis a madarak osztályának verébalakúak (Passeriformes) rendjébe és a hangyászmadárfélék (Thamnophilidae) családjába tartozó nem.

## Rendszerezésük
A nemet 2012-ben írták le, a fajok átsorolását egyes szervezetek nem fogadták el és még mindig a Terenura nembe sorolják ezt a négy fajt is:
- Euchrepomis callinota vagy Terenura callinota
- Euchrepomis sharpei vagy Terenura sharpei
- hamvasszárnyú füzikehangyász (Euchrepomis spodioptila vagy Terenura spodioptila)
- Euchrepomis humeralis vagy Terenura humeralis

## Előfordulásuk
Közép-Amerika és Dél-Amerika területén honosak. A természetes élőhelyük a szubtrópusi vagy trópusi esőerdők.

## Megjelenésük
Testhosszuk 9,5–11 centiméter közötti.

## Életmódjuk
Rovarokkal és valószínűleg pókokkal táplálkoznak.